# Copiopteryx banghaasi
Copiopteryx banghaasi är en fjärilsart som beskrevs av Max Wilhelm Karl Draudt 1930. Copiopteryx banghaasi ingår i släktet Copiopteryx och familjen påfågelsspinnare. Inga underarter finns listade i Catalogue of Life.